# Руське Поле
Ру́ське По́ле — село в Україні, в Тячівській міській територіальній громаді Закарпатської області.
Руське Поле розташоване в Закарпатській низовині, Тереблянській долині, Марамороській котловині, на лівому березі р. Тереблі, за 138 км на південний схід від Ужгорода.
Колишні назви — Криваве Поле (угор. Vérmező), Панське Поле, Урмезієво (угор. Úrmező). Також у різних угорських літописах зустрічалися такі назви: Urmezei, Vermeziv (Yiddish); в румунських літописах: Polien Riskeve, Ruska Pole, Ruski Pole.
Географічне розташування: територія села межує з територіями сусідніх сіл та Хустським районом. На сході з Тячевом та Лазами, на заході з Буштином та Воніговом, на півночі з селом Теребля і на півдні з Вишковом (Хустський район) (через річку Тиса).

## Історія

### Археологічні розкопки
На території Руського Поля археологами було знайдено Карпатські кургани (IX ст. до н. е. — ІІІ ст. н. е.), городище Капуна (ХІ-IV ст. до н. е.) (за іншими даними VI—IV ст. до н. е.), рештки поселень Куштановицької культури (VI—II ст. до н. е.), різні старовинні золоті монети і дуб віком 400 років.
Згідно з археологічними даними, територія села Руське Поле почала заселятись ще в період неоліту.Люди в добу неоліту серед лісів і річок обирали місце, яке огороджували ровами, дерев'яною та кам'яною огорожею. В таке укріплення (городище) ховалися околишня людність в час небезпеки. Слов'яни зробили городище на території села, ще до приходу мадяр. Ця назва «Городище» збереглася в місцевій народній мові для урочища, яке розташоване за 5 км на північному сході від с. Руське Поле.
В околицях Руського Поля в кінці ХІХ століття засвідчено курганний могильник, можливо, культури карпатських курганів. На схід від села – городище, відоме в населення паід назвою Капуна. В підніжжі гори Капуна – поселення римсько-провінційної культури. Тут же знайдено скарб срібних римських монет імператора Коммода. В.Г.Котигорошко в цій місцевості дослідив три кургани ІІІ – IV століть нашої ери.
Спочатку село називали Криваве Поле, бо біля села, на прилежних його полях відбувалися битви за територію між угорцями і русинами. Потім село загарбали угорці і ціла панська сім'я Новаків поселилася в селі і керувала ним. Вони дали селу назву Úrmező, що в перекладі означало Панське Поле (угор. úr — пани, угор. mező — поле). До тепер в селі збереглися три панські доми. Урмизьово (так називали село селяни) було назвою села аж до 1944 року. Назва Руське Поле походить від назви корінних жителів — русинів.
А ще на весні 2015 року невідомі прокопали тунель з лівої сторони біля криниці, коли людям стало цікаво що там роблять …то дивні копачі засипали прохід …так нічого не знайшовши. А може все-таки і знайшли, ще точно не доведено.
Згідно з археологічними даними, територія села Руське Поле почала заселятись ще в період неоліту.
Східні слов'яни в добу неоліту серед лісів і річок обирали місце, яке огороджували ровами, дерев'яною та кам'яною огорожею. В таке укріплення (городище) ховалися околишня людність в час небезпеки. Слов'яни зробили городище на території села, ще до приходу мадяр. Ця назва «Городище» збереглася в місцевій народній мові для урочища, яке розташоване за 5 км на північному сході від с. Руське Поле.
Його населяли етнічні жителі цих земель — русини (українці). Але відомо, що на території села ще в III—IV ст. до н. е. існувало городище Капуна. Капуна тепер — це назва загадкової гори біля села, яка має форму зрізаної піраміди. Отже можна твердити, що на території села люди жили ще до нашої ери. З історії відомо, що кочівники, які жили в горах, почали спускатися вниз, в долини річок. Приблизно в XI ст. до н. е. у долину річки Дербачки (інша назва  — Стара Ріка) спустилися перші люди, тому що біля річок було жити компактніше і легше ніж у горах, і було багато земель, на яких можна було вирощувати і отримувати харчі. Вони населяли лівобережну територію від р. Дербачки, а потім почали населяти і правобережні території, аж до річок Теребля і Тиса. На той час ці річки були дуже широкі і великі, найменшою з них була Дербачка, яка була не дуже великою, і мешканці села могли легко переходити її. Головним у селі був староста, якого обирали люди. Він керував селом і держав мирні зв'язки з поселеннями, які жили поблизу до села — це Тячово (Тячів), Буштина (Буштино), Вунігово (Вонігове), Теребло (Теребля), Мортош (Тячівка) і Стеблівка.
У IX столітті, на думку професора І. Попа, територію села заселяють слов'янські племена. У період Великої Моравії (IX-Х ст.) слов'яни були християнізовані візантійськими місіями, визнавали владу великоморавських князів — правителів Болгарського царства.
Наприкінці IX століття на територію Руського Поля увійшли угорські племена. Угорщина, ставши королівством, провела політику мадяризації — угорці заполонили територію Мараморощини, і зокрема, територію села. За часів Іштвана Святого було запроваджено систему комітатів в Угорському королівстві. Територія села входила до Мараморошського комітату, про який знаходимо згадку у 1303 році. 
З угорських літописів відомо наступне: село під назвою Úrmező (Урмезієво, Руське Поле) вперше згадується в 1397 році, як королівський маєток. У 1409 році село перейшло у власність синів Іштвана Урмезея. Також згадується про королівську резиденцію і в 1495 році.
На час першої документальної згадки про Мараморощину як адміністративну територію це вже був край із 80 селами і п'ятьма привілейованими містами (Хуст, Вишково, Тячів, Кимпу-Лунг, Сігет). До цього переліку входила і територія Руського Поля, яка мала назву Urmezo. Історики переконливо доказують що в XIII столітті угорці були в тісних економічних і культурних контактах з місцевими жителями. Мешканці села приходили на жнива до угорців, за що отримували плату — за кожний 5-6 сніп. У подальші століття селяни спільно з угорцями випасали на полонинах велику рогату худобу, свиней, овець.
У березні 1241 року орди хана Батия увірвалися в наш край, розгромивши угорське військо, і впродовж того ж місяця дотла спалили населені пункти, повбивавши мирне населення, або ж, як правило, забравши їх у полон. Півтора року панувала орда на наших землях. Про навалу ж половців у 1086 році під орудою хана Кутеска даних немає.
Село згадується у письмових пам'ятках XIV століття, а саме 1303 року. Про ті давні часи відомо небагато. Знаємо тільки, що в селі з'являються угорські феодали, які займаються торгівлею, городництвом, вивозять свої товари на ярмарки Тячева. Доля селян була обтяжливою, тому що вони були кинуті у вічне рабство, панщина, дев'ятина та безліч інших тягот лягли на них.
Угорські, а згодом єврейські пани, яких в селі налічувалося до десятка, використовували працю селянина. Розширення поміщицького господарства тут велося за рахунок скорочення селянських наділів. Вони, називають село Урмезев, у перекладі «поле панів». Селян змушували працювати на панів. Назву «Панське поле» село мало протягом 5 століть.
З переказів старожилів у нашому селі мешкали сім'ї угорської знаті: Поган і Новак. Помістя Поганів знаходилося біля сьогоднішньої сільської ради, на жаль, не збереглося.

### Помістя сім'ї Новак
Помістя сім'ї Новак знаходилось неподалік вино-горілчаного заводу. За радянських часів в ньому був облаштований дитячий садок № 3. Наразі будинок зруйнований. Поміщику Новаку належала третина всіх сільських земель, також пан Новак був власником горілчаного заводу, де виготовляли сирець, який робили із зібраної на полях пшениці, кукурудзи. Поміщику Новаку належала третина всіх сільських земель, також пан Новак був власником горілчаного заводу, де виготовляли сирець, який робили із зібраної на полях пшениці, кукурудзи. Завод, на жаль, вже не працюючий і занедбаний. Главі сімейства – Даніелу Новаку – належав місцевий горілчаний завод. 
У цієї родини було багато дітей. Вони мали свої будинки. Деякі збереглися досі. Для робітників, які працювали на заводі були збудовані так звані «Мурованки» — квартири. Пани дбали про благоустрій свого помістя і висаджували декоративні і фруктові дерева, клумби. Рідкісне дерево «Гінго Білоба» збереглося донині - тут росте іменне дерево гінкго Новака.
З родини Новаків відомий лікар Андрій Новак — один з засновників жіночого гінекологічного відділення тодішньої міської лікарні Ужгорода. Його іменем названа вулиця в центрі Ужгорода поруч із лікарнею, яку Андрій Новак очолював з 1872 року.
В 1944 — 1945 рр. родина Новаків переїжджає до Румунії та Угорщини. Тільки одна із сестер Новаків — Шарія Новак похована в селі.

### Недалека та сучасна історія

Обеліск загиблим воїнам села у Другій світовій війні

На початку XVIII століття наші селяни брали участь у національно-визвольній війні мадярського народу проти Габсбургів (1703—1711 рр.). На околицях нашого села діяли гуцульські опришківські повстанські загони, очолювані І. Пинтею, І. Пискливим, Ф. Бойком та В. Микуляком.
З 1919 по 1939 рік наше село було під владою Чехословаччини. В селі діяла трирічна школа. Молодь могла продовжувати навчання в горожанських школах Тячева, Солотвина.
В 1922 році в Руському Полі була створена організація КПЧ. 26 серпня 1924 року, тут відбулася сутичка між селянами і жандармами, під час якої поранено 20 селян.
В 1945 році, Карпатська Україна, до якої входило і село Руське Поле, була перейменована на Закарпатську область і приєднана до України.
З нагоди 50 — річчя Радянської влади в селі споруджено обеліск Слави воїнам — добровольцям, які загинули у Німецько-радянській війні.
Село визволено від угорсько — нацистських окупантів 21 жовтня 1944 року. І змінено назву на Руське Поле.
Після визволення села в лави Червоної Армії і 1 — го Чехословацького армійського корпусу Людовика Свободи вступили добровольцями 107 місцевих жителів, 58 із низ удостоєні нагород, 37 полягли на фронтах Другої Світової війни.
У 1950 році в селі був створений колгосп. На колгоспній фермі знаходилося близько чотириста голів худоби, були коні та свині. В колгосп вступило багато людей, хоча платою за їхню працю було тільки зерно та продукти виробництва.
А у 1960 році організовано радгосп-завод «Руськополівський», в якому люди вже отримували грошову оплату своєї праці.
У 1980—1990 рр. радгосп-завод «Руськополівський» був підприємством — мільйонером, яким керувала знатна в усій області досвідчена людина — Василь Юрійович Мірявець. А завдяки його дбайливості та наполегливості в 1975 році побудована нова школа, розрахована на 670 дітей. Зараз у ній навчається 780 учнів у двох навчальних корпусах.
Поряд з будинком культури розташована двоповерхова будівля дитсадка № 2, розрахованого на 4 групи. Зусиллями радгосп-заводу у 1997 році переведено через річку Тереблю газопровід, а також зусиллями громадян до 1998 року село було майже повністю газифіковано.
Підприємництво у селі отримало розвиток зі створенням на території Руського Поля цеху з виготовлення макаронних виробів, а також у 1991 році засновано одне з перших в районі мале підприємство «Момент» — підприємство з розповсюдження пиво-безалкогольної та іншої продукції. Потроху в селі з'явилися нові магазини, затишні кафе, сучасна аптека та амбулаторія сімейної медицини.
Із зміною влади в державі змінювалася влада й у селі Руське Поле. На останніх парламентських виборах 31 жовтня 2010 року перемогу здобув Василь Васильович Мірявець.

Село потерпало від багатьох стихійних лих: буревіїв, повеней, снігопадів тощо. Найсильніше потерпало від повеней.
Перша повінь 1998 року була одним з наймасштабніших стихійних лих. Завдала великої шкоди жителям села: розмила городи, будівлі, двори, було дуже багато постраждалих. Друга повінь прийшла в село 2001 року, але була менш масштабною. Від цих повеней постраждала уся область.
А у серпні 2008 року була повінь, яка повністю затопила майже всю житлову територію Руського Поля, але іншим населеним пунктам майже не завдала шкоди. Повінь відбулася тому, що прорвалася дамба вище села яка охороняла його від річки. Частину дамби прорвало через часті підтоплення під час минулих повеней.
У листопаді 2010 року знову прорвало дамбу, яка обходить житлову площу села за 6 км від попереднього місця прориву дамби. Причиною прориву дамби могло стати часте підмивання дамби протягом останніх повеней, а також бездіяльність з боку органів влади

## Населення
У 1910 році у селі проживало 1786 мешканців. Серед них: 1312 русини (українці), 342 німці, 340 євреї, 73 угорці, 59 цигани. З них 1399 греко-католики та 24 римо-католики.
В селі за останні 50 років населення почало стрімко зростати, тому що в село почали переселятися люди, які жили в гірських місцевостях.
Згідно з переписом УРСР 1989 року чисельність наявного населення села становила 4220 осіб, з яких 1987 чоловіків та 2233 жінки.
За переписом населення України 2001 року в селі мешкали 4344 особи.
У 2006 році в селі проживало 4867 осіб.

### Мова
Розподіл населення за рідною мовою за даними перепису 2001 року:
| Мова       | Відсоток |
| ---------- | -------- |
| українська | 98,60 %  |
| російська  | 1,10 %   |
| угорська   | 0,16 %   |
| молдовська | 0,07 %   |
| білоруська | 0,02 %   |
| румунська  | 0,02 %   |

## Релігія
В селі здавна діяли три церкви — православна, греко-католицька, та християн адвентистів сьомого дня.
На сьогодні в селі діють сім церков, це — православна, греко-католицька, баптистська, християн адвентистів сьомого дня, християн реформатів сьомого дня, християн сьомого дня. Також в селі існує община Свідків Єгови.
Більше за всіх у селі живе православних, після них греко-католики, потім християни адвентисти, а потім вже інші релігійні групи.
Церква св.Миколи. 17 ст. Зруйнована у 1963..1964 рр.
храм св. Івана Хрестителя. XVIII ст.
За 1751 р. є згадка про муровану церкву св. Іоана Хрестителя в Малому Урмезієві, знищену розливом ріки Тереблі: “…В мурованной богослуженіє не держится, понеже святилище знищено і без даха єст, образи суть всі… Звони два, єден покажен, не знати от кого благословенні”.
Очевидно, незабаром збудовали дерев’яну церкву Різьблену дерев,яну церкву 18-го століття місцева адміністрація віддала директору школи Я.С.Янковському(на його прохання) на паливо.Розбірку і пиляння церкви на дрова проводили учні старших класів в порядку суспільної роботи. Про це стало відомо далеко за межами Закарпаття.З обуренням писав про цей  варварський акт письменник Леонід Леонов.. Цю церкву розібрали разом з церквою у Великому Урмезієві за допомогою того ж директора і теж привезли до школи на паливо. Дзвіницю перенесли до православної церкви, збудованої 1925 р., і суцільно вкрили металом.
Розповідають, що директор школи незабаром важко захворів і перед смертю каявся за знищені церкви.
храм Св. Трійці. 1930-ті pp.
Дзвіницю перенесли до мурованої греко-католицької церкви, спорудження якої розпочали на початку 1930-х років (у 1932 р. вже закінчили фундамент) за священика Юлія Іванча.
Проект церкви виконав Емиліян Еґреші, а технічні розрахунки зробили інженер з Брно Ганс Прукл та Янош Кладек з Кошиць.
Церкву будували аж до початку 1940-х років, але не завершили до приходу радянської влади. Добудували її на початку 1990-х і кілька років вона діяла як православна, а згодом була повернута греко-католикам.
Дзвіницю оббили новими дошками, а опасання і верх – бляхою. З чотирьох дзвонів найбільший відлив Октав Вінтер, ще два походять з 1924 та 1925 років.
храм Вознесіння Господнього. 1925.
Землю для спорудження дерев’яної церкви в Малому Урмезьові дав Григорій Мірявець, який зробив також грошовий внесок і, як розповідають, дав для будівництва 100 дубів, а будували церкву від 1919 до 1925 р. за священика Дмитра Шандри, кураторів Михайла Юрипіина, Андрія Петечука, Василя Петечели. Більшість необхідних коштів зібрали вірники, а 30 тисяч корон виділила держава.
Вели будівництво Михайло Несух з Тереблі та місцевий майстер Василь Салей. Близько 1978 р. Іван Андрішко розмалював інтер’єр церкви. Дерев’яну дзвіницю перенесли в 1950 р. від пізніше зруйнованої дерев’яної готичної церкви.
У 1991 р. церкву збільшили, зробивши цегляну добудову, вкрили дахи бляхою. У 1992 р. перемалювали ікони.

### Втрачені святині
За переказами старожилів у нашому селі в XVI—XVII столітті були збудовані дві церкви — близнючки, які могли б бути пам'ятками архітектури, так як були збудовані з дерева без жодного гвіздка.
Пошуковим загоном, який утворено у селі, віднайдено матеріали про втрачені святині, які були розібрані в 1965 році та спалені. Це Миколаївська церква, яка була збудована не пізніше XVII століття, та церква Св. Іоана Хрестителя, збудована, ймовірно у XVI столітті. В архітектурному устроєві цього храму втілилися регіональні особливості Закарпатської школи народної дерев'яної архітектури. Тому завданням є знайти більше матеріалів і відтворити для себе і для майбутніх поколінь спогади про ці витвори людської праці.
Миколаївська церква.
Дерев'яна церква святого Миколи, збудована не пізніше XVII століття, розібрана 1965 року. Церкву зняли з реєстрації 9 січня 1953 року, а в травні 1965 року розібрали на дрова і згодом спалили. Будівля 1693 року (поновлено 1879 року). Споруда з готичним шпилем та різьбленими деталями, що складалися з 2-х дубових зрубів — належала до найдавніших церков Потисся.
В травні 1965 року її та іншу церкву-близнючку, за наказом директора школи Яновського, було розібрано на дрова та спалено.

## Промисловість
В Руському Полі знаходиться радгосп-завод «Руськополівський», який за часів СРСР був одним із найпотужніших заводів Закарпаття, але в сьогоденні він припинив свою роботу.
Також в селі є макаронна фабрика, яка постачає макаронні вироби на всю західну Україну.
Руське Поле багате на фруктові сади, серед яких поширені та зростають такі сорти яблук як «Старкін», «Антонівка» тощо. Продукція садівництва транспортується представниками села на різні соковинні заводи, для виготовлення готової продукції у вигляді різноманітних соків та нектарів.

## Спорт
В Руському Полі розвинено багато видів спорту, найкраще розвинений футбол.
В селі у 1949 році створено футбольну команду «Садовод» (тепер ФК «Руське Поле»), яка грала на першість Закарпатської області і грає на першість Тячівського району. У 1989 році було проведено товариську зустріч між ФК «Садовод» (Руське Поле) та ФК «Бардієво» (Словаччина).
У 2012 році ФК Руське Поле здобув звання чемпіона Тячівського району з футболу, це найголовніше досягнення за часів незалежної України, до цього чемпіонату команда ще не ставала чемпіоном (за часи СССР ФК «Колгосп» (стара назва) неодноразово здобував чемпіонські звання в районі та області). В 2013 році юнацька команда зайняла другу сходинку першості Тячівського району під керівництвом тренера Попюрканич Йосипа Йосиповича.
З 1991 року в селі стрімко почав розвиватися кікбоксинг завдяки тренеру та меценату Куцина Івану Михайловичу. А вже у 2001 році в складі збірної України, руськополівець Олександр Сасин здобув титул чемпіона світу в розділі фул-контакт, у своїй категорії до 51 кг(фінальні бої він провів у Белграді (Югославія). З того часу в селі часто проводилися різноманітні турніри: сюди приїджали бійці з Мукачева, Ужгорода, Львова, Дубна, Бродів і навіть із Угорщини.
Також в Руському Полі є волейбольна команда, яка грає не регулярно.
Руськополівська ЗОШ бере участь в різних спортивних заходах Тячівського району: посідала перші місця з футболу, міні-футболу, волейболу, настільного тенісу та інших видів спорту.
На території села розташовані спортивні споруди:
- Центральний футбольний стадіон з трав'яним покриттям на вул. Селянській 4;
- два додаткові міні-поля, які знаходяться на вул. Селянській 4;
- шкільне футбольне поле з ґрунтовим покриттям на території Руськополівської ЗОШ I—III ст.

## Туристичні місця
Природа села дуже різноманітна. На теренах села є поля, гори, річки, ставки, ліси, сади. На території села є великі сади, дубовий ліс, невеликі гори, найбільша з них — гора Капуна, урочище Лонка, річки Дербачка, Теребля, Тиса.
- В кількох кілометрах на захід від Тячева, біля повороту на село Руське Поле, піднімається незвично-правильної форми майже не заліснена гора, яка неначе відокремилася від Карпатських хребтів за своєю спиною. Висота Каполни — всього 290 м. Історики, географи та археологи до цього часу не прийшли до спільної думки щодо походження та історії цього пагорбу. А народ переповідає легенду, за якою в часи Великого переселення народів в долині Тиси зупинилося плем’я, що мандрувало до Карпат з самої Азії. Біля узгірь було поховано вождя кочівників, який помер в дорозі. За звичаєм племені кожен його воїн кинув шолом землі на могилу вождя, а кожна жінка — фартух із землею. І виросла гора. В сусідній Угорщині є кілька пагорбів з такою ж назвою та схожими легендами в «анамнезі» — адже «Каполна» означає «каплиця».
- Парк-арборетум (Руське Поле)
- Дуб звичайний (Руське Поле)

- храм Св. Трійці. 1930-ті pp.
- іменне дерево "Гінкго Новака"
- храм Вознесіння Господнього. 1925.
- храм св. Івана Хрестителя. XVIII ст.
- Помістя сім'ї Новак
- В околицях Руського Поля в кінці ХІХ століття засвідчено курганний могильник, можливо, культури карпатських курганів. На схід від села – городище, відоме в населення паід назвою Капуна. В підніжжі гори Капуна – поселення римсько-провінційної культури. Тут же знайдено скарб срібних римських монет імператора Коммода. В.Г.Котигорошко в цій місцевості дослідив три кургани ІІІ – IV століть нашої ери.

## Відомі люди
Руське Поле славиться своїми жителями: обдарованими, працьовитими, справжніми професіоналами. Серед них:
Андрій Новак(1850—1940) — відомий лікар України й Угорщини, вчений і педагог. Народився 1850 року у панській сім'ї Новаків, яка на той час була одною з найбагатших в Закарпатті. У 1874 році заснував в Ужгороді лікарню, яку очолював до 1920 року. Одночасно було засновано Ужгородську акушерську школу (1890), де щороку готували до 60 кваліфікованих акушерів.
Андрій Новак займався просвітницькою діяльністю. В 1872 році в Закарпатті була епідемія холери. Для боротьби з холерною епідемією з Будапешту, на прохання окружного медичного начальника в м. Собранці Вікентія Неметі, лікарем-епідеміологом було направлено молодого лікаря, доктора Андрія Новака. Відряджений він був скоріше для лікування свого власного здоров'я, ніж для боротьби з холерою, способи лікування якої йому, за його словами, «не були знайомі». У нього були хворі легені з кровотечею і кровохарканням.
В 1873 році, після успішної перемоги над епідемією холери, доктор А. Новак був призначений молодшим лікарем, а через рік, після відмови старшого лікаря доктора Я. Прейса, був обраний головним керуючим лікарем Ужгородської лікарні. В рік, коли він прийняв на себе керівництво лікарнею, вона складалася всього з 4 приміщень. Починаючи з 1882 року за декілька років її місткість зросла до 200 стаціонарних місць, що на той час було дуже великим досягненням.
Микола Новак (24 квітня 1928 року) — доктор економічних наук, професор, Заслужений економіст України. Професор кафедри економіки, менеджменту та маркетингу економічного факультету Ужгородського національного університету. В 1948 році закінчив Тячівську середню школу, а в 1954 р. Львівський лісотехнічний інститут, лісоінженерний факультет.
З 1954 року по 1970 працював на різних посадах в лісовій промисловості Закарпатській області та на адміністративно-партійній роботі. З 1971 року працює в Ужгородському національному університеті. В 1969 році захистив кандидатську дисертацію на тему: «Економічна ефективність комплексного використання деревини» (на прикладі лісопромислового комплексу Закарпатської області). В 1991 році захистив докторську дисертацію на тему «Організаційно-економічний механізм розвитку територіальних лісовиробничих комплексів (на прикладі Українських Карпат)».
Голова Асоціації Економістів Закарпаття, член президії Спілки економістів України, член Світового конгресу професорів угорців, зовнішній член Академії наук Угорщини.
На основі наукових розробок проведені три науково-практичні конференції, в тому числі і одна міжнародна — «Механізм створення та функціонування спеціальної економічної зони Закарпаття». Бере активну участь в регіональних та міжнародних конференціях на яких виступає з питань пов'язаних з розвитком економіки області та України. Опублікував близько 146 наукових праць, в тім числі чотири монографії: «Ліс і меблі» (1964), «Эффективность использования буковой древесины» (1978), «Лесной производственный комплекс Украинских Карпат» (1989), «Лісові ресурси: ефективність їх використання й відтворення» (1994), та 10 статей в зарубіжних виданнях, пов'язаних з діяльністю лісового комплексу, маркетинговою діяльністю та регіональною глобалізацією економіки. Підготував трьох кандидатів наук, займається підготовкою аспірантів та здобувачів при університеті.
Василь Марко — український літературознавець, критик, доктор філологічних наук, професор кафедри української літератури Кіровоградського державного педагогічного університету імені Володимира Винниченка.
Юлій Гаджега(1879-1947) - греко-католицький церковний діяч,педагог,історик,політичний діяч.Духовну освіту здобував  в Будапешті і Відні.Професор Ужгородської духовної семинарії.Написав кілька праць з історії церкви,нариси про культуру Закарпаття,збірки оповідань,спогади.Член президії "Общества им.А.Духновича".За радянських часів заарештований за "антирадянську діяльність",засуджений на 6 років позбавлення волі.Помер у львівській тюрмі,реабілітований ву 1992 році.

## Молоді митці
Здавна в селі жили і творили художники, співаки, письменники. Вони оспівували красу довколишньої природи та людей, що проживають на території села.
В селі на початку 2000-х років починає розвиватися мистецтво. Як і художнє, так і мистецтво слова та думки. Молоді талановиті митці починають споруджувати новий постамент осучасненого мистецтва. Їхня діяльність піднімає статус села на якісно новий рівень.
Серед них: Прокопчук Емілія — народилася 12 вересня 1992 року в с. Руське Поле. Закінчила Руськополівську ЗОШ I—III ст.
Бонка Анна — народилася 27 червня 1994 року в с. Руське Поле. Закінчила Руськополівську ЗОШ I—III ст.
Попович Михайло - народився 27 червня 1990 року . в с. Руське Поле. Закінчив Руськополівську ЗОШ I—III ст., закінчив Ужгородський Національний Університет. Автор багатьох історичних статей в місцевих газетах, сайтах, соц. мережах. Веде власний блог. Автор атмосферних відео з висоти пташиного польоту Мешканець Руського Поля знімає відео [Архівовано 21 листопада 2020 у Wayback Machine.]. Також пише вірші, знімає відео читання різних віршів. Висвітлює проблеми сьогодення.
Василь Патяник — народився 30 січня 1991 року в с. Руське Поле. Закінчив Руськополівську ЗОШ I—III ст. Автор збірки Крупинки з життя однієї людини"[недоступне посилання з липня 2019], яка вийшла у світ у квітні 2012 року.
Орос Світлана та Думнич Іван організатори культурно-мистецьких проєктів один з них був реалізований за підтримки Євросоюзу та Британської Ради в Україні, фестиваль хореографії  «Ритми Карпатських гір» 
22 травня 2021р. у будинку культури села Руське Поле Тячівської громади провели танцювальний фестиваль «Ритми Карпатських гір». 